# Platyrhacus lobophorus
Platyrhacus lobophorus är en mångfotingart som beskrevs av Carl Graf Attems 1914. Platyrhacus lobophorus ingår i släktet Platyrhacus och familjen Platyrhacidae. Inga underarter finns listade i Catalogue of Life.